# 하넬로레 엘스너
하넬로레 엘스너(독일어: Hannelore Elsner, 1942년 7월 26일 ~ 2019년 4월 21일)는 독일의 배우이다.

## 출연 작품
- 체리 블라썸 & 데몬스 (2019)
- 베를린, 아이 러브 유 (2018)
- 100일 동안 100가지로 100퍼센트 행복찾기 (2018)
- 한나스 슬리핑 독스 (2016)
- 원더릭스 월드 (2016)
- 삶을 위해 (2014)
- 보헤미안 걸 (2014)
- 하니 앤 난니 3 (2013)
- 지저스러브스미 (2012)
- 프로미싱 더 문 (2011)
- 엘렉트로 게토, 부시도 이야기 (2010)
- 아기 거북 토토의 바다 대모험 (2009)
- 사랑 후에 남겨진 것들 (2008)
- 비베레 (2007)
- 유 톨드 미, 유 러브 미 (2006)
- 고우 포 주커 (2004)
- 갈 곳 없는 삶 (2000)
- 파랑새 (1980)